# Baltasar de Zúñiga y Guzmán
Baltasar de Zúñiga y Guzmán, duca di Arión e marchese di Valero, (Spagna, 1658 – Madrid, 26 dicembre 1727), fu viceré di Sardegna alla fine del 1600 e figlio e fratello del duca di Mandas (Ca) e viceré della Nuova Spagna tra il 16 agosto 1716 e il 14 ottobre 1722, e ultimo presidente del Consiglio delle Indie.

## Biografia

### Gioventù
Zúñiga y Guzmán nacque in Spagna nel 1658; era discendente di Juan Manuel de Manrique y Zúñiga, e quindi di sangue reale. Fece l'entrata ufficiale a Città del Messico il 16 agosto 1716 ricevendo l'incarico dal precedente viceré, Fernando de Alencastre Noroña y Silva. Zúñiga fu il primo laureato a diventare viceré della Nuova Spagna.

### Viceré
Fu subito informato della carestia che stava colpendo il Texas, e che obbligava i coloni ad abbandonare i villaggi. Ordinò subito al governatore di Coahuila di mandare aiuti alla regione. Chiese anche che agli indiani fossero insegnati l'agricoltura e l'allevamento delle mandrie.
Nel 1717 i capi indiani della Florida, riuniti a Pensacola, chiesero di essere ricevuti a Città del Messico. Il viceré Zúñiga inviò una nave dell'Armada de Barlovento (guardiacoste) a prelevarli e a portarli a Veracruz. Viaggiarono sulla diligenza da lì alla capitale, dove furono ricevuti con tutti gli onori. Accettarono di venire battezzati e promisero fedeltà agli spagnoli, promessa che mantennero.
Sempre nel 1717 la corona spagnola istituì il monopolio del tabacco a Cuba e in Nuova Spagna, il che provocò la scomparsa delle fattorie private. L'esportazione di tabacco in Perù fu proibita. Queste novità portarono a un netto incremento delle entrate fiscali nelle casse reali.
Nel 1718 gli indiani ribelli Lipanes si arresero in Sierra Gorda (Tamaulipas). Furono spediti i missionari e gli indiani accettarono il Cristianesimo. In seguito, nella stessa regione furono scoperte ricche miniere.
La prima feria (festa) organizzata dai mercanti di Xalapa fu celebrata alla fine del 1720. Nel 1722 Juan Ignacio María de Castorena Ursúa y Goyeneche iniziò la pubblicazione di un giornale a Città del Messico. L'Ospedale Reale bruciò nel 1722. Nello stesso anno il più importante dio degli indiani fu arso a Città del Messico in un autodafé. Fu fondato il convento di Corpus Christi per i nobili indiani.
Il 16 giugno 1718, mentre il viceré stava partecipando alla processione del Corpus Christi con l'Audiencia, fu attaccato con un coltello sulle scale del palazzo da un uomo di nome Nicolás Camacho. Zúñiga riuscì a fuggire senza ferirsi. Camacho fu arrestato, giudicato pazzo e rinchiuso presso l'ospedale di San Hipólito.

### Politica estera
Durante il suo incarico di viceré, Zúñiga y Guzmán riuscì a espellere gli inglesi da Laguna de Términos (l'odierna Campeche). Questo luogo era stato occupato quasi ininterrottamente fin dal 1663 da pirati e inglesi che gestivano il taglio illegale degli alberi. Nel solo 1714 gli inglesi fecero salpare da questo sito 150 navi cariche di legname. Nello stesso anno gli inglesi avevano 1000 uomini, 16 fortificazioni, sei grandi navi da guerra, quattro brigantini e sei sloop sull'isola di Tris all'interno di Laguna de Términos.
Nel 1716 il viceré spedì una flotta spagnola da Veracruz, guidata da Alonso Felipe de Andrade, al fine di riconquistare l'isola. Presero gli inglesi di sorpresa e riportarono una vittoria. Il prezioso legno e il bottino dei pirati che recuperarono ripagò ampiamente i costi della spedizione. Una guarnigione spagnola si stabilì sull'isola e Andrade fu nominato governatore. Gli spagnoli dovettero affrontare un contrattacco di 335 filibustieri il 16 luglio 1717 e Andrade perse la vita nello scontro. I suoi eredi furono insigniti del titolo ereditario di Capitano dei Dragoni.
Zúñiga portò avanti anche la colonizzazione del Texas stabilendo quattro avamposti nella regione, per poter cacciare i francesi. Inoltre conquistò Nayarit e ricostruì i fortini della Florida. Il 19 maggio 1719, poco dopo la dichiarazione di guerra tra Francia e Spagna, i francesi sbarcarono a Pensacola. Furono facilmente sconfitti e obbligati ad arrendersi. I missionari e i soldati presenti in Texas tornarono a Coahuila, temendo l'avanzata dei francesi. Il viceré inviò il marchese di San Miguel de Aguayo e 500 militari a combattere i francesi nella Baia di Espíritu Santo, dove si erano stabiliti. Aguayo fu poi nominato governatore di Florida e Texas.
Zúñiga si attivò anche per cacciare i francesi da Hispaniola e i danesi dalle Isole Vergini.
Il 21 dicembre 1720 fu creato il sistema di convogli che dovevano trasportare i tributi e la mercanzia in Spagna. Lo stesso giorno una flotta scortata da navi da guerra salpò da Veracruz verso le Isole Canarie. Dalle Canarie una nuova flotta accompagnò i mercanti fino a Siviglia.

### Fine carriera e morte
Durante il matrimonio del Principe delle Asturie con la Principessa di Orléans, il viceré Zúñiga fu nominato maggiordomo del palazzo di Madrid. Per poter assumere questo ruolo dovette lasciare il titolo di governatore della Nuova Spagna al suo successore, Juan de Acuña y Bejarano. Al suo ritorno in Spagna, Zúñiga divenne anche presidente del Consiglio delle Indie. Morì a Madrid nel 1727. Secondo le sue ultime volontà, il suo cuore fu spedito al convento dei cappuccini del Corpus Christi, che egli stesso aveva fondato, dove fu conservato.